# 黒川純一
黒川 純一（くろかわ じゅんいち、1904年 - 1985年3月7日）は、日本の社会学者。

## 来歴
1927年東京帝国大学文学部社会学科卒、東京大学教養学部教授、1963年定年退官、名誉教授、明治学院大学教授。

## 著書
- 『輓近社会学の動向 形式社会学と歴史社会学』巌松堂 1937
- 『社会学要講』時潮社 1950
- 『社会学概説』時潮社 1959

### 翻訳
- フオン・ウイーゼ『社会学 歴史及主要問題』訳註 刀江書院 1928
- レオポルト・フオン・ヴィーゼ『団体学』森山書店 1933

## 参考
- 黒川純一教授を送る 松島静雄 社會科學紀要 1963
- 『人物物故大年表』